# Samuel Blumenfeld
Pour les articles homonymes, voir Blumenfeld.
 Samuel Blumenfeld (né en 1963) est critique de cinéma au journal Le Monde et auteur de plusieurs ouvrages.

## Biographie
Samuel Blumenfeld est né en 1963. Il est critique de cinéma au journal Le Monde, depuis 1996 et grand reporter au Monde magazine.
Il a dirigé la collection « soul fiction » aux éditions de l'Olivier.
Il est l'auteur d'une biographie de Michał Waszyński qui réalisa le chef-d’œuvre du cinéma yiddish Le Dibbouk (1937).
Samuel Blumenfeld est un spécialiste du cinéma américain et a publié notamment le seul livre d'entretiens avec Brian De Palma.
Il est également conférencier sur le site Akadem et chroniqueur sur Radio Classique.

## Œuvres
- Brian De Palma. Entretien avec Samuel Blumenfeld et Laurent Vachaud, Calmann-Lévy, 2001, récompensé par le prix du meilleur album de cinéma la même année.
- L'homme qui voulait être prince, les vies imaginaires de Michał Waszyński, Grasset, 2006
- Au Nom de la loi, roman, Grasset, 2013, récompensé par le prix Marcel Pagnol du souvenir d'enfance
- Pierre Rissient Mister Everywhere, entretiens, Actes Sud, 2016
- Sorcerer, sur le toit du monde, récit du tournage de ce film de William Friedkin, La Rabbia, 2018
- Les derniers jours de Marlon Brando, roman, Stock, 2019
- avec Raphaëlle Bacqué, Une affaire très française : L'enquête inédite, Albin Michel, 2024, 192 p. (ISBN 978-2-226-49230-2)